# 曇始
曇始（どんし、朝鮮語: 담시、生没年不詳）は、中国東晋の僧。関中出身。不可思議な事績が多い神異僧として、『海東高僧伝』に伝わる。高句麗に渡来して三乗に基づく三帰五戒の戒律をつくり、高句麗人を教化したと伝えられている。恵始とも。 

## 人物
不可思議な事績が多く、足の裏が顔より白く、泥を踏んでも染みがつかないため、「白足和尚」と呼ばれた。 
『海東高僧伝』が語る曇始の高句麗開教の事跡は、中国側の教団伝承史料として注目される。曇始は関中の人で、396年頃に経律数十部をもたらして遼東にいたり、教化に従うこと十年、405年頃に関中に帰ったといい、『海東高僧伝』はこれを「高句麗、聞道の始なり」と評価している。また、統一新羅の文人崔致遠は、「西晋の曇始の貊（高句麗）に始むるは、摂騰の東入の如し」と述べ、中国仏教の初伝者、迦葉摩騰を引き合いに出して称揚している。
1976年、北朝鮮の平安南道南浦特別市で発見された徳興里古墳では、前室北壁の天井部に14行154字に及ぶ墓誌銘が見出され、それによってこの古墳が、408年に没した「建位將軍，國小大兄，左將軍，龍讓將軍，遼東太守，使持節，東夷校尉，幽州刺史」という肩書をもつ高句麗に亡命した中国人貴族「鎮」の墓であることが判明した。注目されるのは、この中国人亡命貴族名が「釈迦文仏弟子□□氏鎮」としるされ、「鎮 (高句麗)|鎮」が熱心かつ敬虔な仏教信者だったことである。「釈迦文仏」は釈迦牟尼仏の異訳で、漢魏の旧訳に見出されるが、この場合田村圓澄が指摘する『弥勒下生経』によった可能性が大である。『弥勒下生経』は『増一阿含経』巻四四の第三段を文出した別生経で、384年から385年にかけて曇摩難提と竺仏念が訳出したものを、道安が修治して成ったが、385年に長安で訳出された『弥勒下生経』が、396年には早くも曇始によって高句麗にもたらせれ、408年に死んだ「鎮」のような熱心な信奉者を得るに至ったとみるのはありうべき推定である。
曇始が「白足和尚」の異名をもって知られる神異僧であったことを鑑みると、曇始のもたらした仏教は、高句麗の固有信仰に習合しやすい呪術的、霊異的性格を濃厚に帯びており、それゆえ短期間に顕著な成果を収めることができたとみられる。
曇始は、405年頃に中国に帰国したが、418年に夏の赫連勃勃が関中を占領して殺戮をおこなった際に、民を保護した。